# Repesca OFC-Concacaf por la clasificación para la Copa Mundial de Fútbol de 2014
La Repesca entre OFC y Concacaf por la clasificación para la Copa Mundial de Fútbol de 2014 se desarrolló en dos partidos, de ida y vuelta, entre Nueva Zelanda, equipo ganador de la clasificación de la OFC y México, que ocupó el cuarto puesto del hexagonal final del torneo clasificatorio de la Concacaf.
Los partidos se disputaron el 13 y el 20 de noviembre de 2013.

## Antecedentes
Esta fue la segunda repesca intercontinental consecutiva para Nueva Zelanda, habiendo disputado antes para el Mundial de Sudáfrica 2010, ganándole a Baréin por 1 a 0 en el marcador global.
Fue también la segunda repesca para México. La primera que disputó fue para la clasificación al Mundial de Chile 1962, donde venció a Paraguay por 1 a 0 en el marcador global.

## Partidos

### Ida

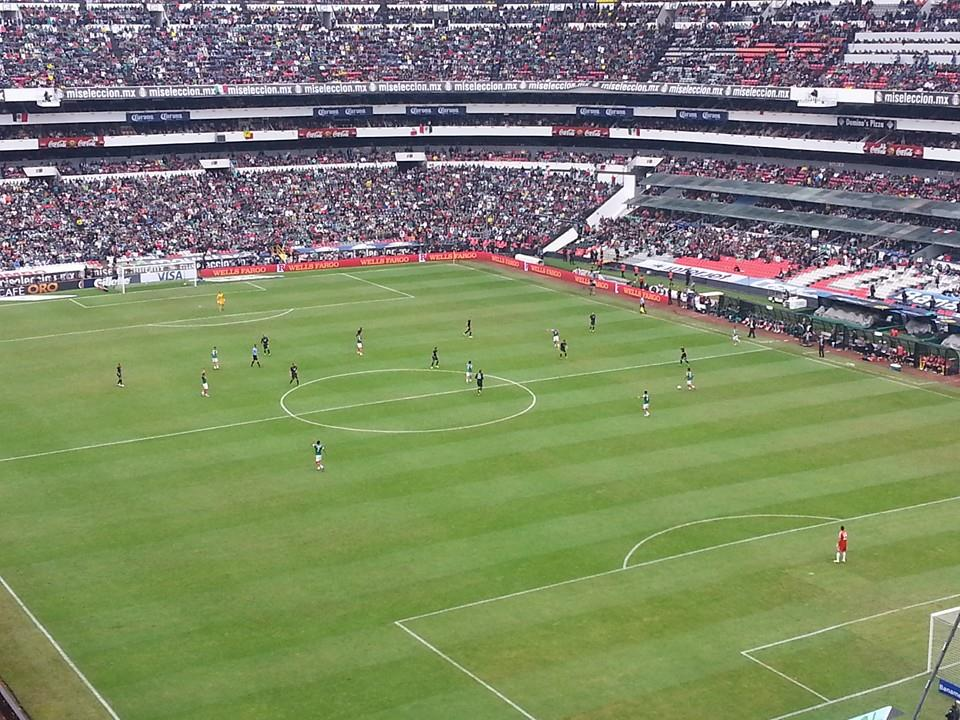
El Estadio Azteca durante el partido de ida.

| 23         | Guardameta     | Moisés Muñoz           |     |
| 22         | Defensa        | Paul Aguilar           |     |
| 6          | Defensa        | Juan Carlos Valenzuela |     |
| 2          | Defensa        | Francisco Rodríguez    |     |
| 4          | Defensa        | Rafael Márquez         |     |
| 7          | Centrocampista | Miguel Layún           |     |
| 18         | Centrocampista | Carlos Peña            | 64' |
| 8          | Centrocampista | Juan Carlos Medina     |     |
| 20         | Centrocampista | Luis Montes            | 60' |
| 19         | Delantero      | Oribe Peralta          | 82' |
| 11         | Delantero      | Raúl Jiménez           |     |
| Entrenador | Entrenador     | Miguel Herrera         |     |

| 1          | Guardameta     | Glen Moss          |     |
| 7          | Defensa        | Leo Bertos         |     |
| 15         | Defensa        | Ivan Vicelich      |     |
| 22         | Defensa        | Andrew Durante     |     |
| 5          | Defensa        | Tommy Smith        |     |
| 3          | Centrocampista | Tony Lochhead      |     |
| 8          | Centrocampista | Michael McGlinchey |     |
| 16         | Centrocampista | Jeremy Brockie     | 60' |
| 21         | Centrocampista | Jeremy Christie    | 54' |
| 20         | Delantero      | Chris Wood         | 67' |
| 17         | Delantero      | Kosta Barbarouses  |     |
| Entrenador | Entrenador     | Ricki Herbert      |     |

| 10 | Centrocampista | Sinha           | 60' |
| 17 | Centrocampista | Alonso Escoboza | 64' |
| 5  | Centrocampista | Jesús Molina    | 82' |

| 13 | Defensa        | Chris James | 54' |
| 11 | Centrocampista | Marco Rojas | 60' |
| 10 | Delantero      | Rory Fallon | 67' |

| Anotado | 32' | Paul Aguilar   | 1–0 |
| Anotado | 40' | Raúl Jiménez   | 2–0 |
| Anotado | 48' | Oribe Peralta  | 3–0 |
| Anotado | 80' | Oribe Peralta  | 4–0 |
| Anotado | 84' | Rafael Márquez | 5–0 |

| Anotado | 85' | Chris James | 5–1 |

| Amonestado | 16' | Chris Wood     |
| Amonestado | 58' | Ivan Vicelich  |
| Amonestado | 72' | Andrew Durante |
| Amonestado | 76' | Leo Bertos     |
| Amonestado | 89' | Chris James    |

| Árbitro             | Viktor Kassai |
| Árbitros asistentes | Gábor Erös    |
| Árbitros asistentes | György Ring   |
| Cuarto Árbitro      | István Vad    |

| 23         | Guardameta     | Moisés Muñoz           |     |
| 22         | Defensa        | Paul Aguilar           |     |
| 6          | Defensa        | Juan Carlos Valenzuela |     |
| 2          | Defensa        | Francisco Rodríguez    |     |
| 4          | Defensa        | Rafael Márquez         |     |
| 7          | Centrocampista | Miguel Layún           |     |
| 18         | Centrocampista | Carlos Peña            | 64' |
| 8          | Centrocampista | Juan Carlos Medina     |     |
| 20         | Centrocampista | Luis Montes            | 60' |
| 19         | Delantero      | Oribe Peralta          | 82' |
| 11         | Delantero      | Raúl Jiménez           |     |
| Entrenador | Entrenador     | Miguel Herrera         |     |

| 1          | Guardameta     | Glen Moss          |     |
| 7          | Defensa        | Leo Bertos         |     |
| 15         | Defensa        | Ivan Vicelich      |     |
| 22         | Defensa        | Andrew Durante     |     |
| 5          | Defensa        | Tommy Smith        |     |
| 3          | Centrocampista | Tony Lochhead      |     |
| 8          | Centrocampista | Michael McGlinchey |     |
| 16         | Centrocampista | Jeremy Brockie     | 60' |
| 21         | Centrocampista | Jeremy Christie    | 54' |
| 20         | Delantero      | Chris Wood         | 67' |
| 17         | Delantero      | Kosta Barbarouses  |     |
| Entrenador | Entrenador     | Ricki Herbert      |     |

| 10 | Centrocampista | Sinha           | 60' |
| 17 | Centrocampista | Alonso Escoboza | 64' |
| 5  | Centrocampista | Jesús Molina    | 82' |

| 13 | Defensa        | Chris James | 54' |
| 11 | Centrocampista | Marco Rojas | 60' |
| 10 | Delantero      | Rory Fallon | 67' |

| Anotado | 32' | Paul Aguilar   | 1–0 |
| Anotado | 40' | Raúl Jiménez   | 2–0 |
| Anotado | 48' | Oribe Peralta  | 3–0 |
| Anotado | 80' | Oribe Peralta  | 4–0 |
| Anotado | 84' | Rafael Márquez | 5–0 |

| Anotado | 85' | Chris James | 5–1 |

| Amonestado | 16' | Chris Wood     |
| Amonestado | 58' | Ivan Vicelich  |
| Amonestado | 72' | Andrew Durante |
| Amonestado | 76' | Leo Bertos     |
| Amonestado | 89' | Chris James    |

| Árbitro             | Viktor Kassai |
| Árbitros asistentes | Gábor Erös    |
| Árbitros asistentes | György Ring   |
| Cuarto Árbitro      | István Vad    |

### Vuelta
| 1          | Guardameta     | Glen Moss          |     |
| 5          | Defensa        | Tommy Smith        |     |
| 6          | Defensa        | Bill Tuiloma       | 50' |
| 22         | Defensa        | Andrew Durante     |     |
| 14         | Defensa        | Storm Roux         |     |
| 13         | Centrocampista | Chris James        |     |
| 11         | Centrocampista | Marco Rojas        | 72' |
| 8          | Centrocampista | Michael McGlinchey |     |
| 17         | Centrocampista | Kosta Barbarouses  |     |
| 16         | Delantero      | Jeremy Brockie     |     |
| 9          | Delantero      | Shane Smeltz       | 53' |
| Entrenador | Entrenador     | Ricki Herbert      |     |

| 23         | Guardameta     | Moisés Muñoz           |     |
| 4          | Defensa        | Rafael Márquez         |     |
| 6          | Defensa        | Juan Carlos Valenzuela |     |
| 2          | Defensa        | Francisco Rodríguez    |     |
| 22         | Defensa        | Paul Aguilar           |     |
| 7          | Centrocampista | Miguel Layún           |     |
| 18         | Centrocampista | Carlos Peña            |     |
| 20         | Centrocampista | Luis Montes            | 58' |
| 8          | Centrocampista | Juan Carlos Medina     |     |
| 11         | Delantero      | Raúl Jiménez           | 68' |
| 19         | Delantero      | Oribe Peralta          | 76' |
| Entrenador | Entrenador     | Miguel Herrera         |     |

| 15 | Defensa        | Louis Fenton    | 50' |
| 10 | Delantero      | Rory Fallon     | 53' |
| 18 | Centrocampista | Craig Henderson | 72' |

| 17 | Centrocampista | Alonso Escoboza | 58' |
| 9  | Delantero      | Aldo de Nigris  | 68' |
| 10 | Centrocampista | Sinha           | 76' |

| Anotado · Penal | 80' | Chris James | 1–3 |
| Anotado         | 83' | Rory Fallon | 2–3 |

| Anotado | 14' | Oribe Peralta | 0–1 |
| Anotado | 29' | Oribe Peralta | 0–2 |
| Anotado | 33' | Oribe Peralta | 0–3 |
| Anotado | 87' | Carlos Peña   | 2–4 |

| Amonestado | 21' | Shane Smeltz       |
| Amonestado | 34' | Kostas Barbarouses |
| Amonestado | 88' | Chris James        |

| Amonestado | 3'    | Luis Montes        |
| Amonestado | 38'   | Moisés Muñoz       |
| Amonestado | 90'+3 | Juan Carlos Medina |

| Árbitro             | Felix Brych |
| Árbitros asistentes | Mark Borsch |
| Árbitros asistentes | Stefan Lupp |
| Cuarto Árbitro      | Marco Fritz |

| 1          | Guardameta     | Glen Moss          |     |
| 5          | Defensa        | Tommy Smith        |     |
| 6          | Defensa        | Bill Tuiloma       | 50' |
| 22         | Defensa        | Andrew Durante     |     |
| 14         | Defensa        | Storm Roux         |     |
| 13         | Centrocampista | Chris James        |     |
| 11         | Centrocampista | Marco Rojas        | 72' |
| 8          | Centrocampista | Michael McGlinchey |     |
| 17         | Centrocampista | Kosta Barbarouses  |     |
| 16         | Delantero      | Jeremy Brockie     |     |
| 9          | Delantero      | Shane Smeltz       | 53' |
| Entrenador | Entrenador     | Ricki Herbert      |     |

| 23         | Guardameta     | Moisés Muñoz           |     |
| 4          | Defensa        | Rafael Márquez         |     |
| 6          | Defensa        | Juan Carlos Valenzuela |     |
| 2          | Defensa        | Francisco Rodríguez    |     |
| 22         | Defensa        | Paul Aguilar           |     |
| 7          | Centrocampista | Miguel Layún           |     |
| 18         | Centrocampista | Carlos Peña            |     |
| 20         | Centrocampista | Luis Montes            | 58' |
| 8          | Centrocampista | Juan Carlos Medina     |     |
| 11         | Delantero      | Raúl Jiménez           | 68' |
| 19         | Delantero      | Oribe Peralta          | 76' |
| Entrenador | Entrenador     | Miguel Herrera         |     |

| 15 | Defensa        | Louis Fenton    | 50' |
| 10 | Delantero      | Rory Fallon     | 53' |
| 18 | Centrocampista | Craig Henderson | 72' |

| 17 | Centrocampista | Alonso Escoboza | 58' |
| 9  | Delantero      | Aldo de Nigris  | 68' |
| 10 | Centrocampista | Sinha           | 76' |

| Anotado · Penal | 80' | Chris James | 1–3 |
| Anotado         | 83' | Rory Fallon | 2–3 |

| Anotado | 14' | Oribe Peralta | 0–1 |
| Anotado | 29' | Oribe Peralta | 0–2 |
| Anotado | 33' | Oribe Peralta | 0–3 |
| Anotado | 87' | Carlos Peña   | 2–4 |

| Amonestado | 21' | Shane Smeltz       |
| Amonestado | 34' | Kostas Barbarouses |
| Amonestado | 88' | Chris James        |

| Amonestado | 3'    | Luis Montes        |
| Amonestado | 38'   | Moisés Muñoz       |
| Amonestado | 90'+3 | Juan Carlos Medina |

| Árbitro             | Felix Brych |
| Árbitros asistentes | Mark Borsch |
| Árbitros asistentes | Stefan Lupp |
| Cuarto Árbitro      | Marco Fritz |

## Clasificado
| Bandera de México  |
| México             |
|                    |
| 14.ª participación |